# Frank Carter & The Rattlesnakes
Frank Carter & The Rattlesnakes is een Britse punk rockband afkomstig uit Hemel Hempstead, Hertfordshire. De band werd in 2015 opgericht door zanger Frank Carter en gitarist Dean Richardson en bracht datzelfde jaar nog haar debuutalbum Blossom uit.

## Personele bezetting
Huidige leden
- Frank Carter – zang (2015–heden)
- Dean Richardson – gitaar (2015–heden)
- Tom "Tank" Barclay – bas, keyboard, achtergrondzang  (2016–heden)
- Gareth Grover – drums (2016–heden)

Voormalige leden
- Memby Jago – drums (2015–2016)
- Thomas Mitchener – gitaar, synthesizer (2017-2018), bas (2015-2016)

## Discografie
Albums
| Titel            | Album details                                                                                              | Hoogste notering in de hitlijsten | Hoogste notering in de hitlijsten | Hoogste notering in de hitlijsten |
| Titel            | Album details                                                                                              | UK                                | AUS                               | BEL (VL)                          |
| ---------------- | --- | --------------------------------- | --------------------------------- | --------------------------------- |
| Blossom          | - Uitgebracht: 14 augustus 2015 - Label: International Death Cult - Formats: LP, CD, digitale download     | 18                                | 81                                | —                                 |
| Modern Ruin      | - Uitgebracht: 20 januari 2017 - Label: International Death Cult - Formats: LP, CD, digitale download      | 7                                 | —                                 | 108                               |
| End of Suffering | - Uitgebracht: 3 mei 2019 - Label: International Death Cult - Formats: LP, CD, digitale download, Cassette | 4                                 | —                                 | 177                               |

Ep's
| Titel  | Album details                                                                            |
| ------ | ---------------------------------------------------------------------------------------- |
| Rotten | - Uitgebracht: 4 mei 2015 - Label: International Death Cult - Formats: Digitale download |
| Loss   | - Uitgebracht: 16 april 2016 - Label: International Death Cult - Formats: 7"             |